# Vila Nova de Monsarros
Vila Nova de Monsarros is een plaats (freguesia) in de Portugese gemeente Anadia en telt 2 001 inwoners (2001).